# Licania macrophylla
Licania macrophylla is een boomsoort die 30 meter hoog kan worden. De stam heeft plankwortels en steltwortels en kan 40–60 cm in doorsnee zijn. De boom wordt in het wild gekapt vanwege zijn hout. Het is een boom van moerasbossen die regelmatig overstromen.
Het verspreidingsgebied ligt in tropisch Zuid-Amerika: Frans-Guyana, Suriname, Venezuela, Brazilië, Peru,

## Zaailingen
De boom komt vaak voor op overstromende beemden en er is belangstelling om hem te cultiveren. De hoge kiemkracht van het zaad maakt het mogelijk zaailingen op te kweken. De epicotyl van de zaailing is sterk langwerpig (24 tot 68 cm) en lichtgroen-koperkleurig, ruw met elliptische lenticellen en bedekt met dunne witachtige vezels. Er zijn 5 tot 9 tegenoverliggende of afwisselende catafylen (0,5–2 cm) De eerste bladeren (10-24,5 cm) zijn enkelvoudig. Ze zijn paars als ze jong zijn en groenachtig wanneer ze rijp zijn. De bladrand heeft nectarklieren. De volgende bladeren zijn groter (11,5–33 cm) De apicale knop is kleiner dan 1 cm.

## Het hout
Het kernhout is gewoonlijk geelbruin tot roodachtig donkerbruin. Het spinthout is duidelijk te onderscheiden. Het hout is dicht, hard, zwaar, sterk. Het is in de bodem niet erg duurzaam maar het weerstaat wel boorwormen in het water. Het bevat een hoog gehalte aan kiezel, wat het moeilijk te bewerken maakt, maar het is erg geschikt voor meerpalen, aanlegsteigers en andere constructies in water. Het wordt ook voor brandstof gebruikt.